# Boreum (Kyrenaika)
Koordinaten: 30° 29′ N, 19° 42′ O
Boreum (altgriechisch Βόρειον, Βόρειον ἄκρον, Boreion) war ein antikes Vorgebirge (modern Ras Teyonas) und ein gleichnamiger Ort in der Kyrenaika in Nordafrika im heutigen Libyen. Der Ort wurde identifiziert als das heutige Bu Grada, 13 km nordöstlich von Brega an der Küste des Mittelmeeres am östlichen Ende der Großen Syrte gelegen.
Erwähnt wird der Ort im Itinerarium Antonini 66, in der Tabula Peutingeriana Sektion 7, im Stadiasmus Maris Magni 447 und bei Prokopios von Caesarea De aedificiis 6, 2. 
Die Stadt war Sitz einer bedeutenden jüdischen Gemeinde. Während der römischen Kaiserzeit gehörte sie zur Provinz Creta et Cyrene, seit Diokletian zur Provinz Libya superior. Im Rahmen der Reorganisation der Kyrenaika unter Justinian I. wurde der Hafen befestigt, eine Zitadelle errichtet und die Synagoge wurde zu einer christlichen Kirche umgewidmet. Auf den in der Stadt existierenden Bischofssitz geht das Titularbistum Boreum zurück.